# Acropora latistella
Espèce
Acropora latistella Brook, 1892, est une espèce de coraux appartenant à la famille des Acroporidae.